# زنجره‌واران
زنجره‌واران (نام علمی: Cicadoidea) نام یک بالاخانواده از فروراسته زنجره‌ریختان است.
سیکادا ممکن است یک میان وعده ترد و بسته بندی شده غنی از پروتئین به نظر برسد، اما طبق گزارش سازمان غذا و داروی ایالات متحده، افرادی که آلرژی به غذاهای دریایی دارند باید در مورد خوردن آنها بسته بیشتر فکر کنند.